# Rotkappenlerche

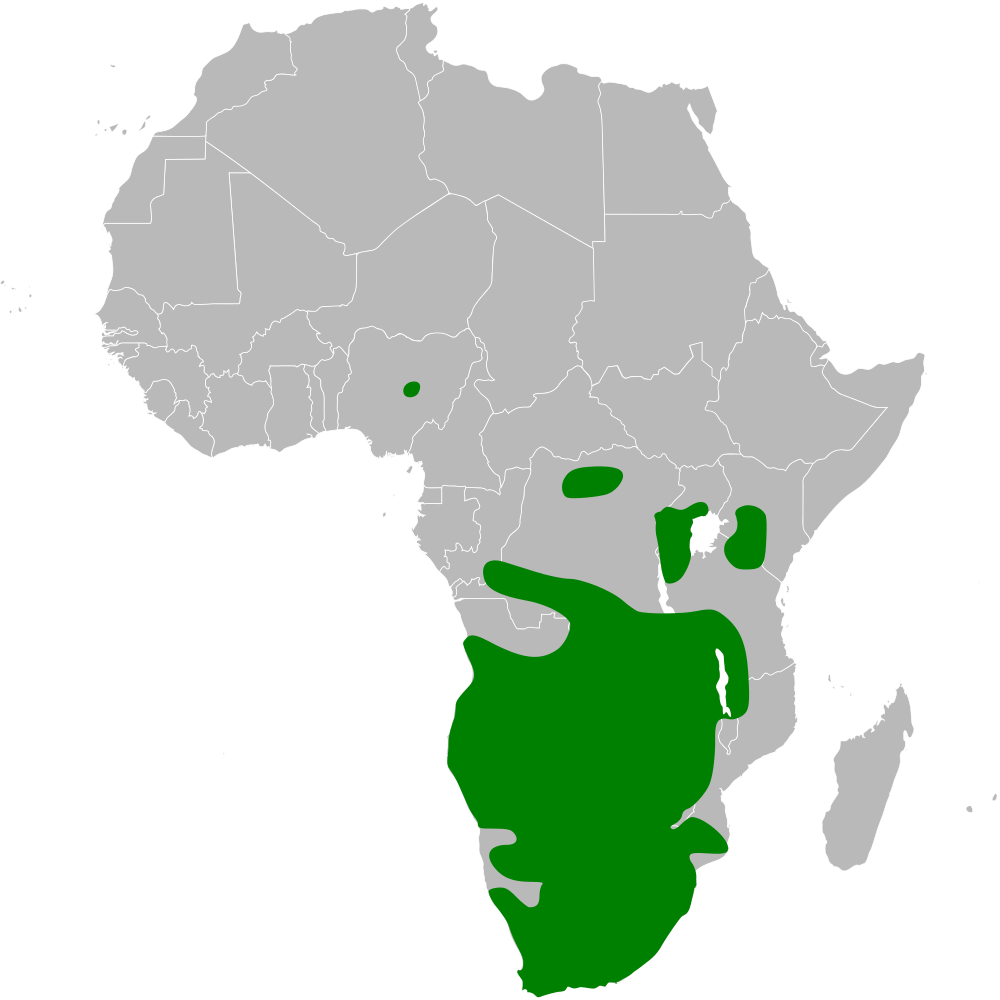
Verbreitungsgebiet der Rotkappenlerche

Die Rotkappenlerche (Calandrella cinerea), auch Rotscheitellerche genannt, ist ein 14 Zentimeter großer Vertreter der Familie der Lerchen.

## Aussehen
Die Vögel haben ein hellbraunes Rückengefieder mit schwarzen Streifen, welche zum Schwanzende hin dicker werden. Die Flügel sind ebenfalls braun mit dicken schwarzen Streifen versehen. Die Brust, die Kehle und der Bauch sind weiß. Der Schnabel ist dunkelbraun und die Beine sind braun. Auffällig ist ein weißer, dünner Streifen, welcher sich am Hinterkopf befindet. Der Schnabel und die Beine sind braun und der Schwanz ist schwarz gefärbt. Die Gefiederfarbe kann je nach Verbreitungsgebiet von sandfarben bis ins Rötliche variieren. Am Ende des südlichen Verbreitungsgebiets haben sie ein rotbraunes Kopfgefieder sowie rote Flecken an beiden Seiten der Brust.

## Verbreitung und Lebensweise
Die Rotkappenlerche kommt in ganz Afrika südlich der Sahara vor. Nur gelegentlich ist sie auch in Europa anzutreffen. Sie bewohnt offene steinige und sandige Ebenen. Sie ist meist zu Fuß am Boden unterwegs oder vollführt aus dem Stand bis zu 15 Meter hohe, wellenförmige Flüge, auf der Suche nach Samen oder Insekten. Bei Gefahr am Boden springt sie kurz auf und fliegt knapp über den Boden ein kurzes Stück und sprintet dann zu Fuß davon. Die Vögel ziehen außerhalb der Brutzeit in großen Schwärmen durch die Landschaft auf der Suche nach Nahrung und Wasser.

## Fortpflanzung
Zur Brutzeit in den Sommermonaten sucht das Paar allein oder als kleine Gruppe nach geeigneten Stellen für das Nest. Es werden pro Jahr nur zwei Gelege getätigt. Die Rotkappenlerche baut ein muldenförmiges Nest am Boden, in welches das Weibchen 3–5 Eier legt. Die Brutdauer beträgt 11 bis 13 Tage. Die Jungen werden zuerst mit Insekten versorgt, später mit Pflanzensamen.

## Gefährdung und Schutzmaßnahmen
Aufgrund ihrer weiten Verbreitung und der Tatsache, dass für diese Art keinerlei Gefährdungen bekannt sind, stuft die IUCN diese Art als (Least Concern) nicht gefährdet ein.